# الک‌کنندگان گندم
الک‌کنندگان گندم (فرانسوی: Les Cribleuses de blé‎) یک نقاشی رنگ روغن بر روی بوم اثر هنرمند رئالیست فرانسوی گوستاو کوربه است، این نقاشی در سال ۱۸۵۵ در سالن پاریس به نمایش گذاشته شد و پس از آن در پاریس و به سال ۱۸۶۱ در نهمین نمایشگاه از جامعهٔ هنردوستان نانت نمایش داده شد، مدتی پس از آن این نقاشی کوربه برای موزهٔ هنرهای زیبای نانت خریداری شد.
نقاشی نمایانگر دو زن جوان و یک پسر است. این دو زن جوان نمایش داده شده که در حال بوجاری و الک کردن گندم هستند، خواهران خود نقاش گوستاو کوربه‌اند، یکی از آن‌ها (در مرکز نقاشی) زویی و دیگری (نشسته در نقاشی) ژولیت است، پسرکی هم که در تصویر دیده می‌شود دزیری بینت فرزند نامشروع نقاش است.